# Ingolsthal (Gemeinde Friesach)

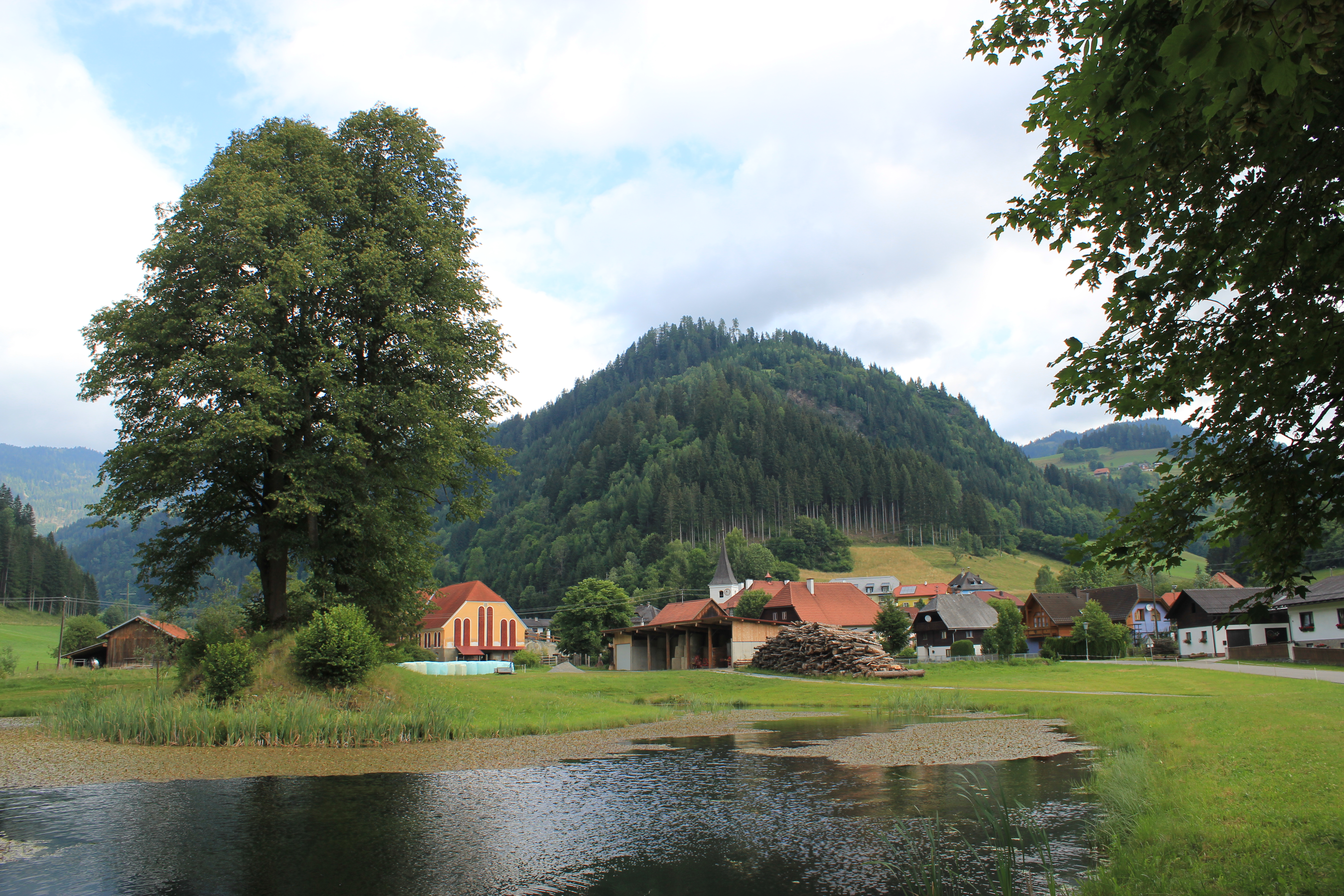
Ingolsthal

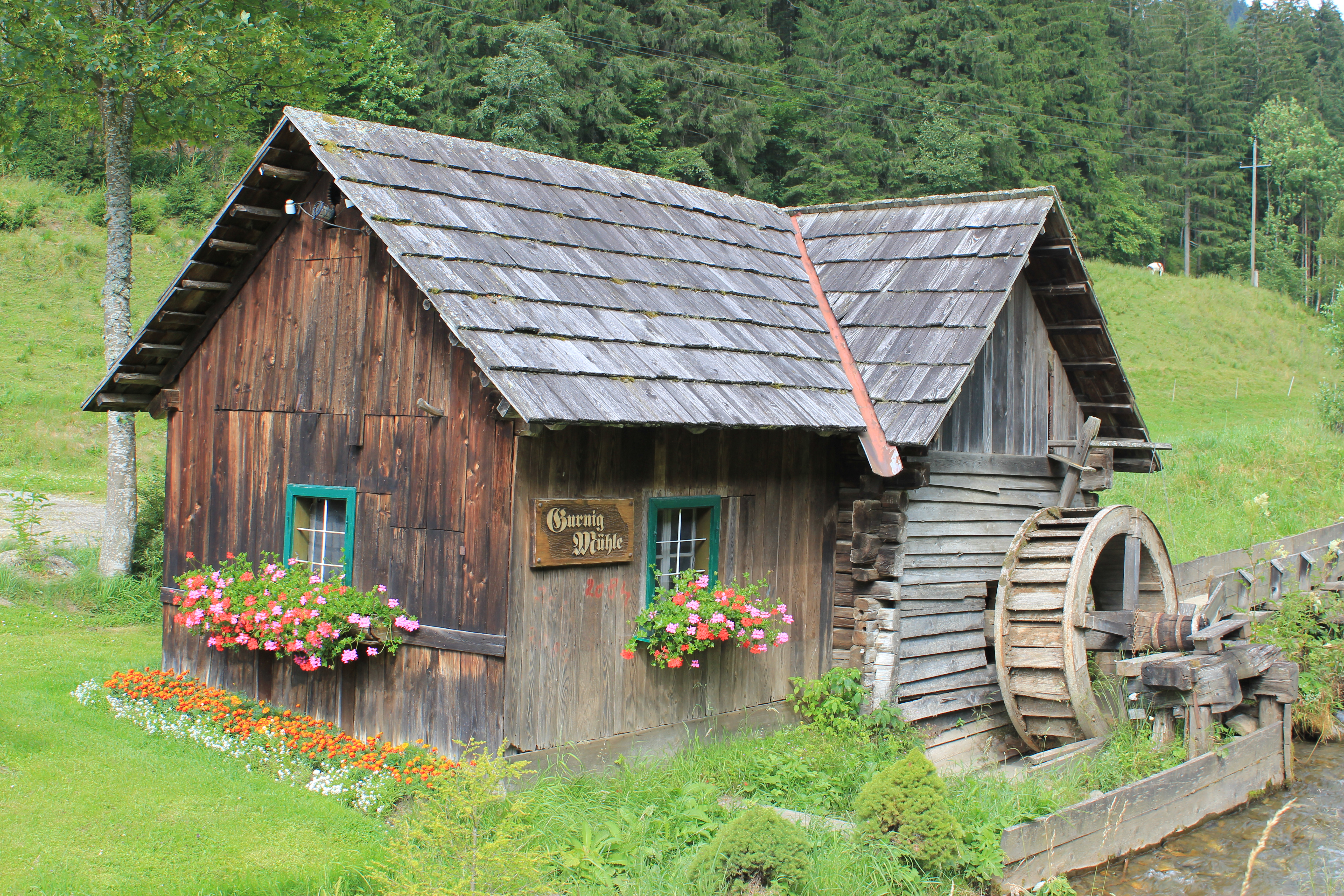
Gurniggmühle

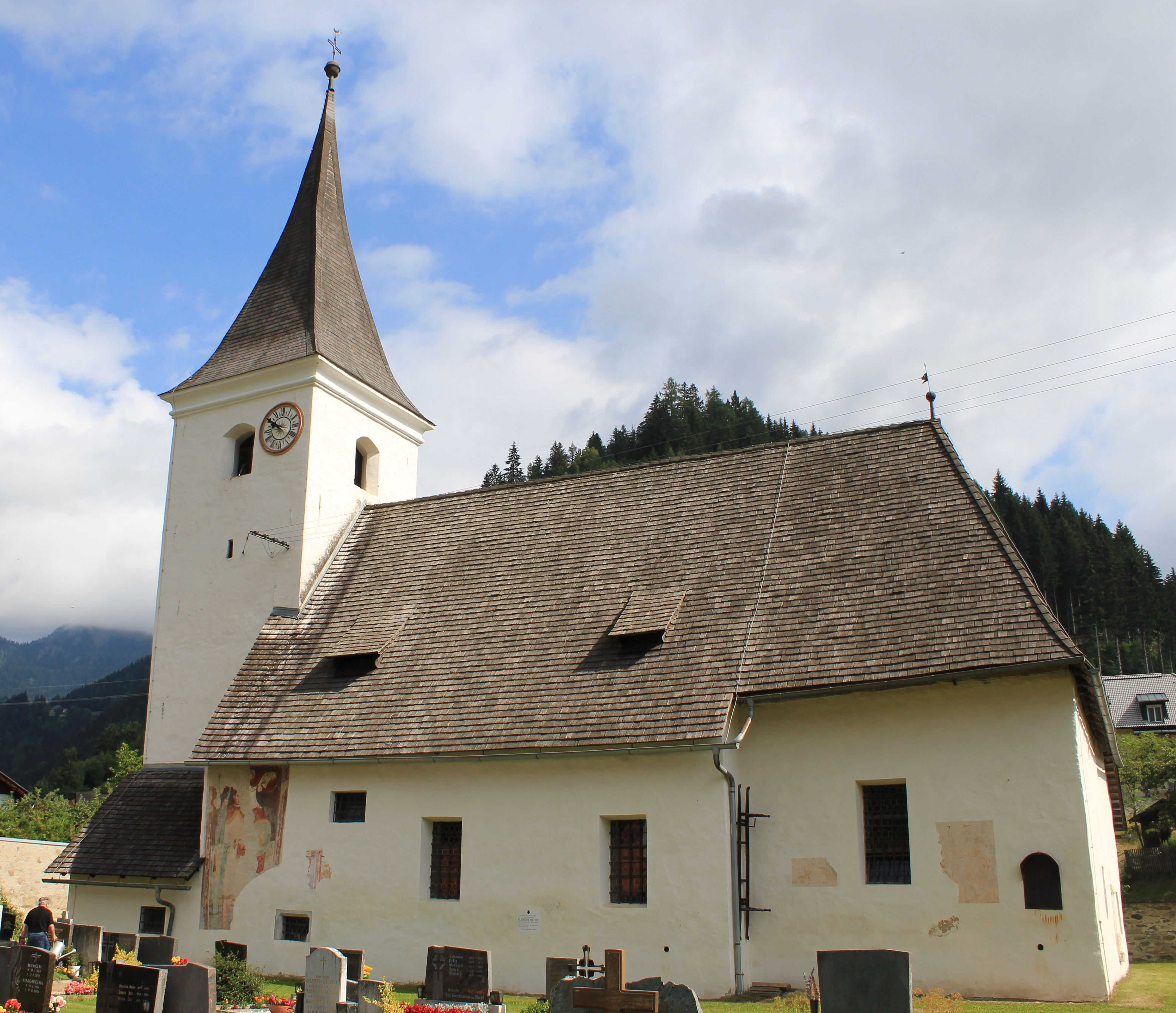
Kirche Ingolsthal

Ingolsthal ist eine Ortschaft in der Gemeinde Friesach im Bezirk Sankt Veit an der Glan in Kärnten (Österreich). Die Ortschaft hat 90 Einwohner (Stand 1. Jänner 2024). Sie liegt auf dem Gebiet der Katastralgemeinde St. Salvator.

## Lage
Die Ortschaft liegt im Nordwesten der Gemeinde Friesach, etwa 7 km nordwestlich von St. Salvator, in den Metnitzer Alpen, beim Zusammenfluss von Rossbach und Gwerzbach.
In der Ortschaft werden folgende Hofnamen geführt:
- im Dorf: Gatterer (Nr. 10), Lampl (Nr. 12), Schneider (Nr. 13), Bruckenwirth (Nr. 14), Schuster (Nr. 17), Messnerhaus (Nr. 18), Krämer (Nr. 19), Schmied (Nr. 20), Wagner (Nr. 21), Kaltbacher (Nr. 24).
- entlang des Bachs zwischen dem Dorf und Staudachhof: Wucherer (Haus Nr. 1), Peinhart/Peinhard (Nr. 2), Gurnigg (Nr. 3), Platschkeusche (Nr. 6), Bachkeusche/Gattererkeusche (Nr. 7), Groichermühle (Nr. 26).
- an den Hängen rechtsseitig des Bachs: Schönberger (Nr. 4), Trempler (Nr. 5), Perzl (Nr. 8), Grasser (Nr. 9), Buchhäusl (Nr. 11).

## Geschichte
1164 wurde der Ort als Mingoistal erwähnt, was sich von einem slawischen Personennamen (Menegoj) ableiten soll. Die heutige Pfarrkirche Ingolsthal stammt als Bauwerk aus dem 12. Jahrhundert, damals noch als Filialkirche von Grades. In der Gegend wurde im frühen Mittelalter Silber abgebaut.
In den linksseitigen Seitentälern des immerhin 30 km langen Metnitztals, in denen es sonst nur Streusiedlungen gibt, ist Ingolsthal das einzige Dorf. Welche Berufe im Dorf ausgeübt wurden, erkennt man noch an den Hofnamen (Bruckenwirt, Schuster, Schneider, Krämer, Schmied, Wagner); das Dorf war seit 1531 Pfarrort und es gab hier lange Zeit auch eine einklassige Schule.
Auf dem Gebiet der Steuergemeinde St. Salvator liegend, gehörte Ingolsthal in der ersten Hälfte des 19. Jahrhunderts zum Steuerbezirk Dürnstein. Bei Gründung der Ortsgemeinden in Verbindung mit den Verwaltungsreformen Mitte des 19. Jahrhunderts kam Ingolsthal an die Gemeinde St. Salvator. Seit 1973 gehört der Ort zur Gemeinde Friesach.

## Bevölkerungsentwicklung
Für die Ortschaft ermittelte man folgende Einwohnerzahlen:
- 1869: 26 Häuser, 173 Einwohner[3]
- 1880: 26 Häuser, 154 Einwohner[4]
- 1890: 25 Häuser, 166 Einwohner[5]
- 1900: 25 Häuser, 173 Einwohner[6]
- 1910: 27 Häuser, 154 Einwohner[7]
- 1923: 26 Häuser, 141 Einwohner[8]
- 1934: 154 Einwohner[9]
- 1961: 29 Häuser, 154 Einwohner[10]
- 2001: 39 Gebäude (davon 34 mit Hauptwohnsitz) mit 44 Wohnungen; 128 Einwohner und 2 Nebenwohnsitzfälle; 43 Haushalte; 4 Arbeitsstätten, 17 land- und forstwirtschaftliche Betriebe[11]
- 2011: 42 Gebäude, 122 Einwohner, 47 Haushalte, 3 Arbeitsstätten[12]
- 2021: 42 Gebäude, 94 Einwohner, 42 Haushalte, 11 Arbeitsstätten[13]